# Senado da Polónia
O Senado (em polonês: Senat) é a câmara alta do Parlamento Polonês, sendo o Sejm a câmara baixa. O senado está localizado em Varsóvia, em um edifício que faz parte da Assembleia Nacional (Zgromadzenie Narodowe). É composto por 100 senadores eleitos por sufrágio universal, voto direto e secreto em eleição única para um mandato de quatro anos, coincidindo com as eleições do Sejm. É liderado pelo Presidente do Senado, localmente chamado de Marechal (Marszałek Senatu).

## História

### Reino Polonês
O Senado era originalmente a Câmara de Conselheiros dos reis da Polônia. Durante a monarquia constitucional, o Senado foi composto por magnatas, membros da corte, voivodas e bispos católicos, vindos de nomeações reais.

### Segunda República
Na Polónia recém restabelecida após a Primeira Guerra Mundial, a Constituição de Março de 1921 instituiu o Senado como a câmara alta do Parlamento polonês, que a partir de então viria a ser conhecido como a "Assembleia Nacional", sendo o termo 'Parlamento' usado para se referir somente à câmara baixa do parlamento. Ao Senado, apesar de não ter o direito de criar legislações, é confiado o direito de veto sobre o Sejm, o direito de exigir explicações por escrito de decisões políticas dos ministros de governo e participação das eleições para a escolha do Presidente da República, juntamente com o Parlamento em uma votação secreta unificada. Na época, o Senado era composto por 111 senadores, cada um dos quais eleito para representar cada uma das províncias sub-nacionais da Polónia. O mandato dos senadores era de cinco anos. Durante o período período entreguerras, o Senado reuniu-se em cinco mandatos.
Após uma falha em 1926 em consolidar seus poderes e receber o direito de introduzir legislação, o Senado continuou a funcionar na sua função original de 1921, até que o  Golpe de Maio em 1935, o tornou um órgão legislativo da república e aumentou o seu poder à custa da do Sejm. No entanto, o Senado ainda era em grande parte subordinado ao presidente e, até a morte do ditador Józef Piłsudski, ao chefe de Estado. Após a invasão da Polônia pelas forças alemãs, em 2 de Novembro de 1939, o presidente da Polónia Ignacy Mościcki ordenou que o Senado e o Sejm cessassem os trabalhos e se mantivessem em recesso até o fim da guerra. Foi ordenado também que após o término das hostilidades, haveria novas eleições em 60 dias, porém isso nunca veio a acontecer.

### República Popular
Depois de  um referendo organizado em 1946 pelo regime comunista, o Senado foi abolido na República Popular da Polónia. Sabe-se hoje, com base em resultados obtidos depois da queda do comunismo em 1989, que se o referendo fosse seriamente organizado, o verdadeiro resultado teria mostrado que 73% dos eleitores eram a favor da manutenção do Senado no sistema legislativo e a instituição não teria sido abolida. De fato, em Cracóvia, onde a oposição conseguiu garantir uma votação justa, o resultado "não" relativo à abolição do Senado foi registrado como sendo de 84%.

### Restauração e Terceira República
O Senado só foi restabelecido após o  acordo alcançado entre os comunistas e a Solidariedade em 1989. Durante a primeira eleição legislativa polonesa em 1989 para o Senado, o movimento Solidariedade ganhou 99 das 100 cadeiras, sendo o assento final tomado por uma entidade independente. Esta enorme derrota trouxe constrangimento ao Partido Comunista que governava a República e apressou-se a sua saída do poder, abrindo caminho para o estabelecimento de uma Polônia democrática, fundando a terceira e atual República Polonesa, em que o Senado voltaria a se tornar a câmara alta tendo relativos poderes na nova legislatura bicameral.

## O Senado atualmente
O mandato de um senador é de quatro anos. O Senado pode rejeitar ou alterar as propostas de lei aprovados pelo Sejm mas qualquer rejeição ou alteração ainda pode ser afastada pelo voto da maioria absoluta no Sejm. A união do Senado e da Sejm é oficialmente conhecida como a Assembleia Nacional. Tradicionalmente, o Senado tem um cuidado especial pela 'diáspora polonesa' , as comunidades polonesas fora da Polônia.
Até 2010, os senadores eram eleitos por um escrutínio proporcional plurinominal método (raro internacionalmente), onde dois ou mais candidatos com o maior número de votos são eleitos por cada distrito eleitoral. O número exato de senadores de cada distrito dependia de sua população e variava de dois a quatro.
Desde 2011, com a alteração da lei eleitoral na Polônia, os senadores são eleitos por maioria simples em primeiro turno, em 100 distritos eleitorais.